# Google試算表
Google試算表(英語:Google Sheets)是Google推出的電子試算表程序。用戶可以在网络应用程序、Android、iOS、Windows、黑莓手機以及ChromeOS的应用程序上使用Google Sheets。Google Sheets与Microsoft Excel文件格式兼容。Google Sheets能讓用户在线创建和编辑文件，還能同时与其他用户进行实时协作。
Google Sheets起源自XL2Web，XL2Web是2Web Technologies开发的电子表格应用程序。2006年，2Web Technologies被Google收购，XL2Web也更名為Google Labs Spreadsheets。2006年6月6日，Google對少数用户開放Google Labs Spreadsheets测试。2010年3月，Google收购了在线文档公司DocVerse。2012年6月，Google收购了Quickoffice。2012年10月，Google Spreadsheets更名为Google Sheets。
Google Sheets （页面存档备份，存于）也可以做多種資料處理應用，例如製作甘特圖、資料庫等。